# Franz von Ensch

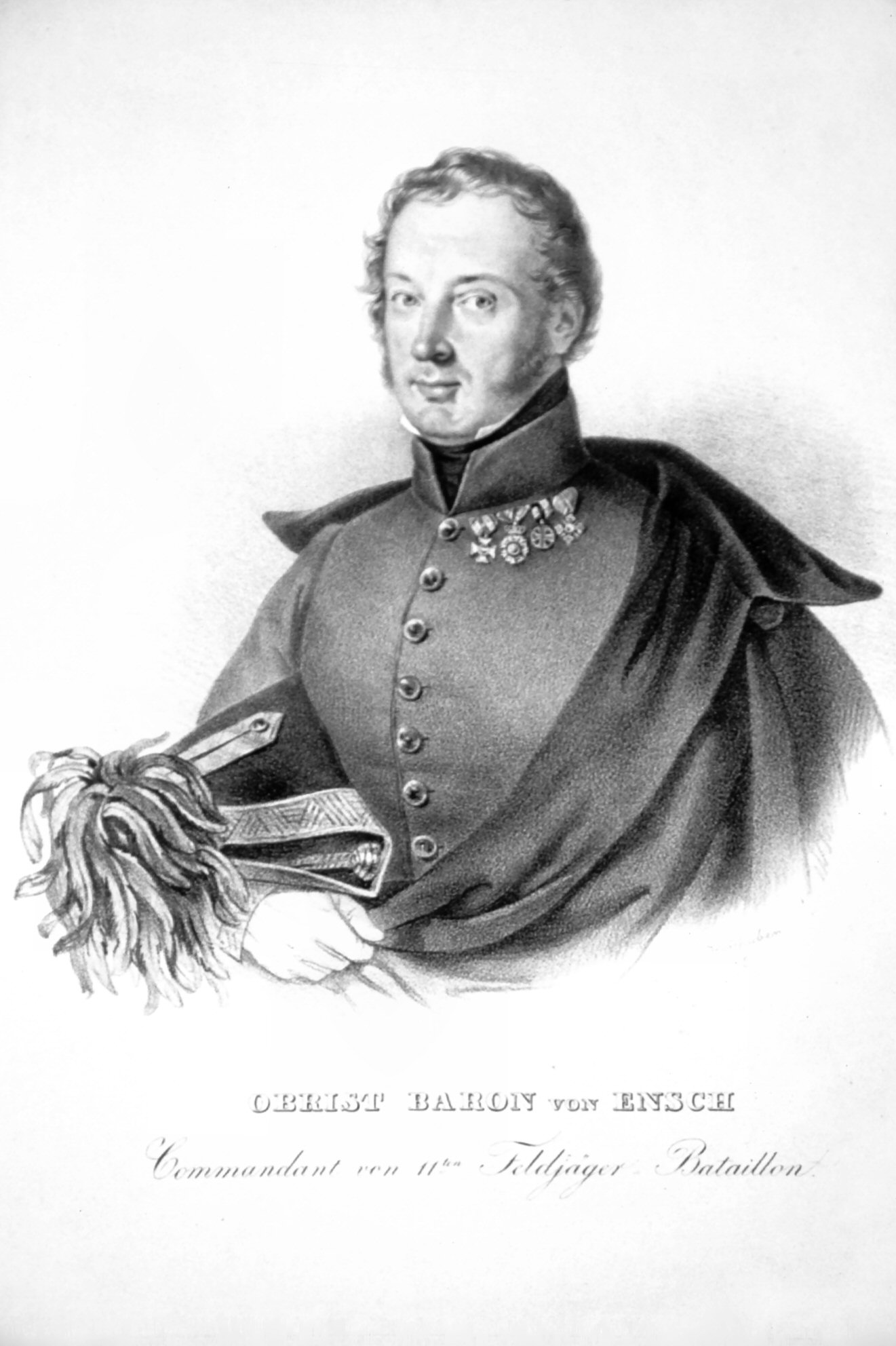
Franz Freiherr von Ensch

Freiherr Franz Ensch von Badenfeld (* 16. Januar 1778 in Luxemburg; † 15. März 1861 in Baden bei Wien) war ein österreichischer Generalmajor, Ritter des Militär-Maria-Theresien-Ordens und Mitglied der Elisabeth-Theresien-Militär-Stiftung.

## Leben
Ensch betrat 1792, im 14. Lebensjahr, die Laufbahn als Kadett im Wilhelm Freiherr von Schröder (danach „Großfürst Michael von Russland“) Infanterieregiment Nr. 26 und wohnte schon im folgenden Jahr der Belagerung von Fort St. Louis bei. Die Feldzüge 1793/96 am Rhein und in Italien mitkämpfend, avancierte er in diesem Regiment zum Leutnant, im Juni 1800 zum Oberleutnant und erhielt, auf Verlangen des Feldmarschall-Leutnants Marquis Chasteller, im November 1801 die Einteilung in das von jenem in Tirol errichtete Jägerkorps, in welchem der junge Offizier die Feldzüge 1799 und 1800 mitmachte. Auf Verlangen des Feldmarschalleutnants Marquis de Chasteler wurde er qua talis zum Tiroler-Jägerregiment übersetzt, in welchem er die Feldzüge 1799 und 1800 mitmachte.

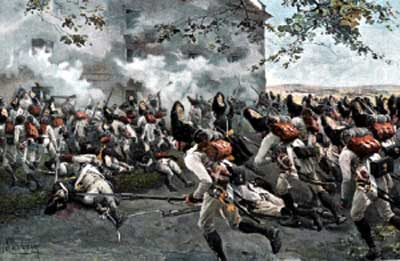
Schlacht bei Aspern

Am Tag des Angriffes auf die Stellung vor Ulm im Oktober 1805 wurde der Oberleutnant, als der Feind mit Macht die Vorpostenkette bei Ulm auf dem Michelsberg angriff, auf sein eigenes Ansuchen mit einer Jägerkompanie gegen Haslach detachiert, um die Flanke zu decken, wo er seinen Posten, obschon der Gegner mit einer weit überlegenen Waffen- und Personenzahl angriff, mit standhaftem Mut, trotz eines Oberschenkelsteckschusses, über 14 Stunden lang hartnäckig verteidigte. Erst ein zweiter Schuss in die rechte Hüfte beendete dort seinen Einsatz. Er wurde sogar für tot gehalten und vom Kampfplatz nach Ulm gebracht. Für seine Waffentat wurde Ensch dafür im Jahr 1808 mit dem Ritterkreuz des Maria-Theresien-Ordens dekoriert.
Für seine Waffentat wurde Ensch zum Kapitänleutnant außer der Rangtour befördert, sodann bei dem für den Feldzug 1805 angeordneten Kapitel des Maria-Theresien-Ordens ihm einstimmig das Ritterkreuz zuerkannt wurde (72. Promotion vom 1. März 1808).
Im Feldzug von 1809 unter Erzherzog Karl zeichnete sich Ensch, jetzt Hauptmann im 2. Jägerbataillon ebenfalls aus, nahm Teil an den Schlachten von Aspern und Wagram und wurde für sein tapferes Benehmen am 10. Juli bei Schöngrabern in der Relation des Erzherzogs sehr lobend hervorgehoben.
Im Jahre 1810 wurde Ensch als geborener Luxemburger von der Regierung des damaligen französischen Kaisers Napoleon reklamiert. Da er dieser Aufforderung keine Folge leistete, wurde er von dieser Regierung für vogelfrei erklärt. Der seinem Monarchen geleistete Eid war für ihn bindend, ihm opferte er Heimat und Vermögen.

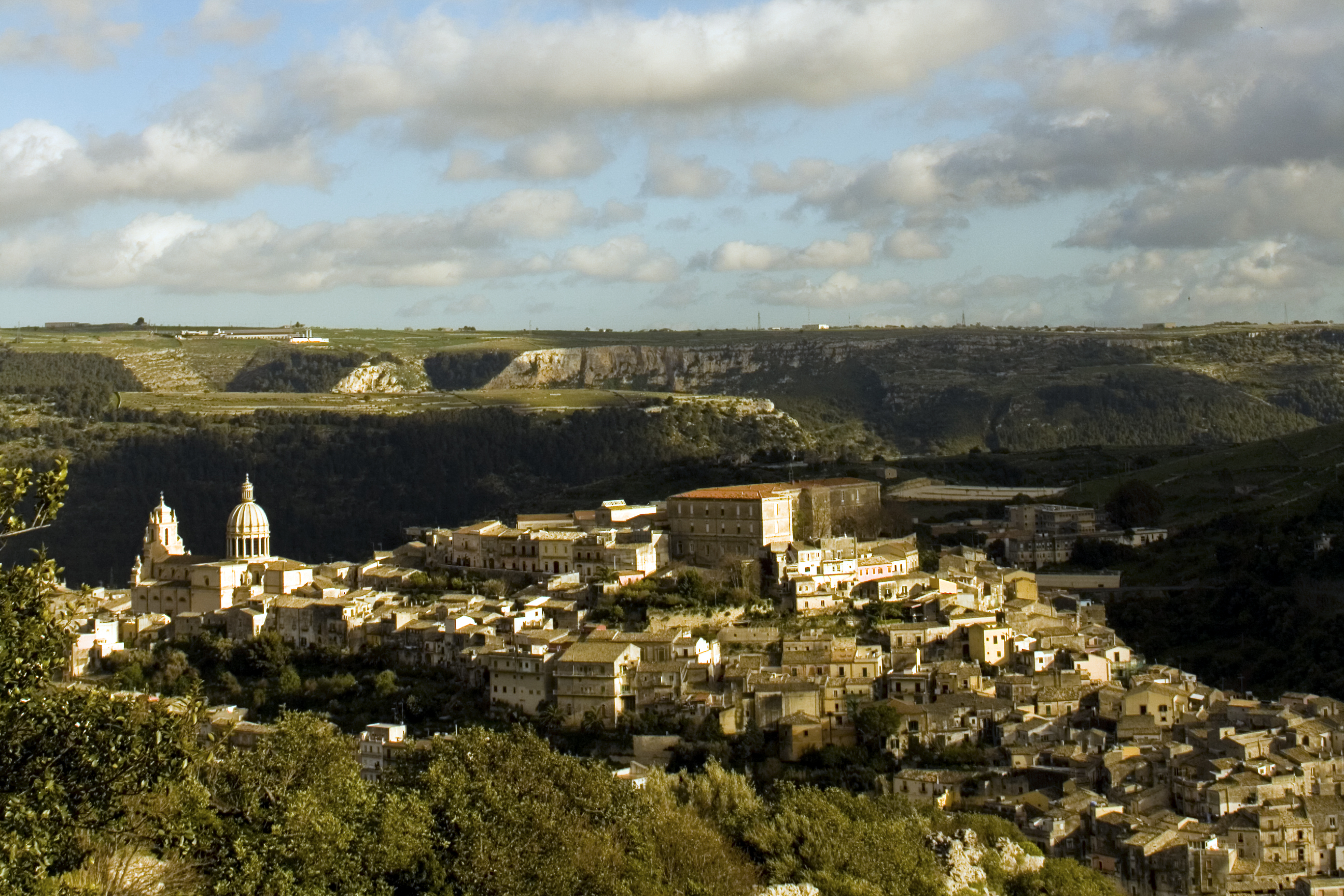
Ragusa

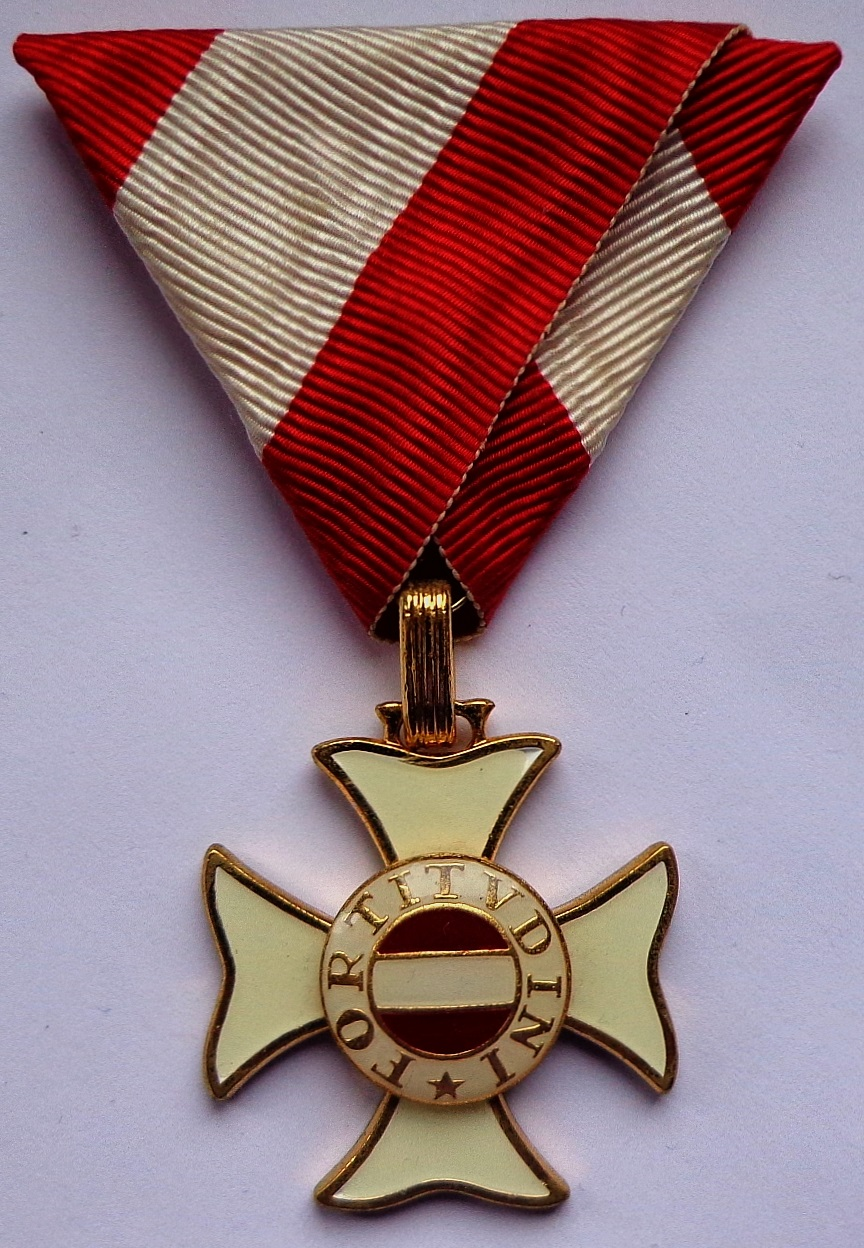
Ritterkreuz des Militär-Maria-Theresien-Ordens

Gemäß den Statuten des Militär-Maria-Theresien-Ordens wurde der Offizier am 22. Mai 1813 in den erblich-österreichischen Freiherrnstand des österreichischen Kaiserstaats erhoben. Weiters erwarb er sich im gleichen Jahr wesentliche Verdienste bei der Organisation der Erstellung eines 11. Jägerbataillons, und am 5. August verfügte Kaiser Franz I. die Aufstellung desselben. Ensch wurde zum Interimskommandanten berufen und bereits am 13. des Monats rückte der Offizier auf Empfehlung des Hofkriegsrates durch Allerhöchste Entschließung zum Major außer der Rangtour zum definitiven Bataillonskommandanten auf. Mit seinem Bataillon errang er Erfolge in den Feldzügen von 1814 und 1815, unter anderem am Gefecht am Ronco am 21. April 1815 gegen Marschall Murat. Er trug auch wesentlich zum Gelingen des Überfalls von Pesaro am 28. April des Jahres bei, da er unterstützend einwirkte. Als Anerkennung seiner „tapferen und ersprießlichen Dienste“ erhielt er 1816 den königlich sizilianischen Ordens des heiligen Ferdinand und des Verdienstes.
Am 27. Jänner 1821 erfolgte die Beförderung zum Oberstleutnant und Bataillonskommandant des lombardisch-venezianischen Jägerbataillons Nr. 11 in Ragusa. Im Feldzug gegen Neapel 1821 tat sich Ensch als Kommandant mehrmals hervor. So erhielt er nach dem Treffen bei Rieti, in welchem er die volle Anerkennung seines Armeekommandanten, des Generals der Kavallerie Graf Frimont erworben hatte, den Auftrag mit einem 5000 Mann starken Streifcorps in die Abruzzen vorzurücken. Die ihm erteilte schwierige Aufgabe erfüllte er mit bestem Erfolg, indem er die Ruhe in dem ihm angewiesenen Landstriche vollkommen wieder herstellte, worüber er mit allerhöchster Entschließung Kaiser Franz I., vom 24. April 1821 besonders belobt und der allerhöchsten Gnade versichert wurde. Auch von Seite des Königs von Neapel wurden seine Dienste im selben Jahr durch Verleihung des St.-Georg-Ordens der Wiedervereinigung anerkannt.
Am 20. Jänner 1831 zum Oberst im Bataillon befördert, stand Ensch mit demselben im Küstenlande zur Zeit der Rundreise Kaiser Franz I. in diesen Gegenden und wurde von diesem mit dem Ausdruck der allerhöchsten Zufriedenheit über das gute Aussehen, die gute Haltung und die taktische Ausbildung der Mannschaft erfreut.
Seine schweren vor dem Feinde erhaltenen Verwundungen – vier Schuss- und eine Stichwunde – veranlassten ihn, um die Versetzung in den Ruhestand zu bitten. In Berücksichtigung seiner nahezu 44-jährigen ausgezeichnet treuen Dienste wurde er am 29. Februar 1836 mit dem Titel eines Generalmajors und einer jährlichen Personalzulage von 300 Gulden in den Pensionsstand versetzt. 1846 ernannte ihn in weiterer Anerkennung seiner dem Kaiserhaus geleisteten besonderen und treuen Dienste Kaiser Franz Joseph I. zum Mitglied der Elisabeth-Theresien-Militär-Stiftung.

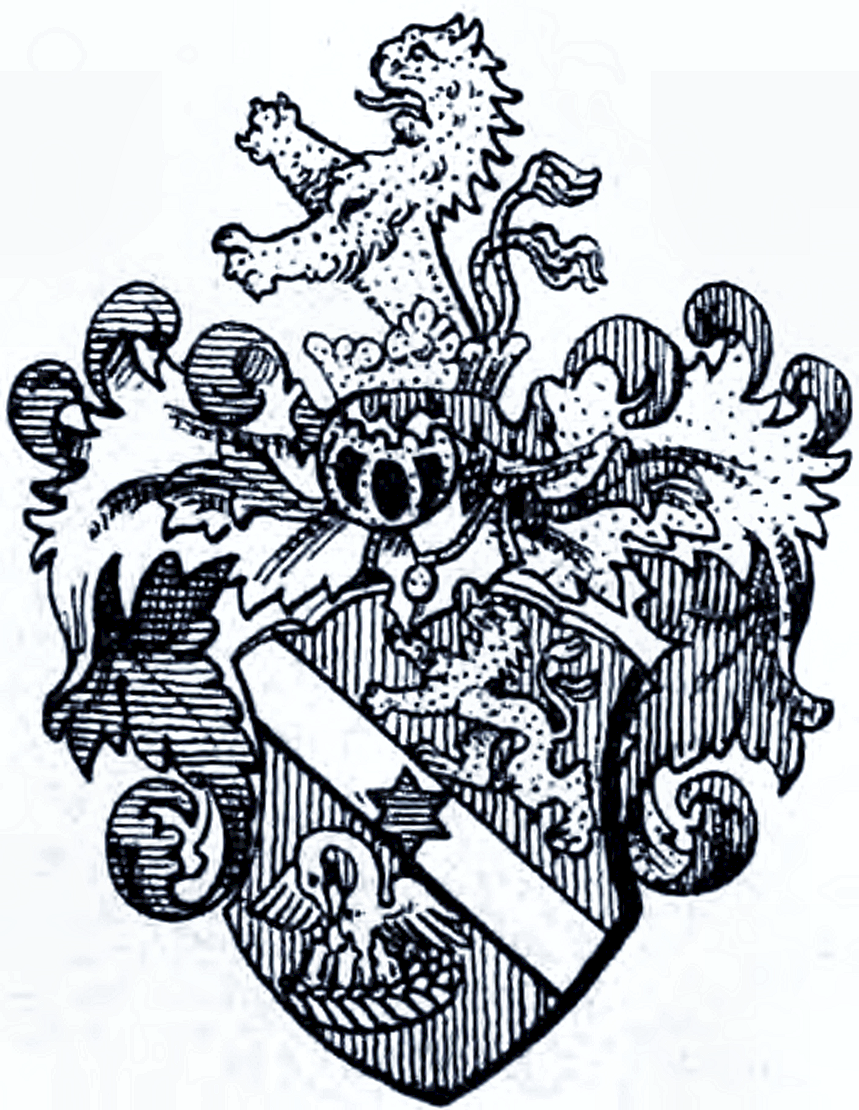
Wappen der Freiherrn von Ensch

## Wappen
1813: Aufrechtstehender oblonger unten in eine Spitze zusammenlaufender, durch einen rechtschrägen silbernen Balken in Rot und Blau geteilter Schild. Der Balken ist mit einem blauen Stern belegt. Im linken oberen Schildeswinkel erscheint auf dem Balken ein zum Streit gerichteter goldener Löwe mit vorgeworfener Pranke und über den Rücken hingestreckten doppelten Schweife; im unteren rechten Winkel ist ein Pelikan auf seinem Neste mit drei Jungen zu sehen. Aus dem gekrönten Helm wächst der Löwe. Die Decken sind blau-silbern und rot-golden.